# Союз TMA-11
«Союз ТМА-11» — російський транспортний пілотований космічний корабель, на якому здійснено тридцять дев'ятий пілотований політ до міжнародної космічної станції. Перший склад екіпажу шістнадцятої довгострокової експедиції до МКС. Тринадцята експедиція відвідування МКС — ЕП-13. Перший космонавт Кореї. Перший космонавт Малайзії.

## Екіпажі
Для Юрія Маленченко і Пеггі Вітсон це друга довготривала експедиція на МКС. З квітня по жовтень 2003 року Маленченко був командиром експедиції МКС-7, а Вітсон була в складі експедиції МКС-5 з червня по грудень 2002 року.

### Екіпаж старту
- (Роскосмос): Юрій Маленченко (4)[4] — командир корабля
- (НАСА): Пеггі Вітсон (2) — бортінженер
- (Роскосмос): шейх Музафар Шукор (1) — учасник космічного польоту

### Дублюючий екіпаж
- (Роскосмос): Саліжан Шаріпов — командир корабля
- (НАСА): Майкл Фінк — бортінженер
- (Роскосмос): Фаїз Халід — учасник космічного польоту

### Екіпаж повернення
- (Роскосмос): Юрій Маленченко — командир корабля
- (НАСА): Пеггі Вітсон — бортінженер
- (KARI): Лі Со-йон (Ї Сойон) — учасник експедиції

## Параметри польоту
Програмою польоту передбачалося стикування корабля «Союз ТМА-11» з Міжнародною космічною станцією (МКС) і заміна екіпажу 15-ї тривалої експедиції МКС.
19 квітня 2008 року при поверненні на Землю капсула внаслідок спуску по балістичної траєкторії відхилилася від місця посадки на 420 км, при цьому приземлення проходило в штатному режимі.